# The Last Rebel (film 1918)
The Last Rebel è un film muto del 1918 diretto da Gilbert P. Hamilton. Sceneggiato da George Elwood Jenks su un soggetto di Hapsburg Liebe, aveva come interpreti Belle Bennett e Joe King. Tra gli altri interpreti, Walt Whitman, Lillian Langdon, Joseph Bennett, Jack Curtis, Lucretia Harris, Anna Dodge.

## Trama
Gli Apperson e i Batesford, due famiglie del Sud, rompono la loro lunga amicizia, divisi sul fronte della guerra civile tra Nord e Sud: quando Harry Apperson annuncia che intende combattere per l'Unione, la sua fidanzata, Cora Batesford, tronca con lui e poi sposa il suo rivale, Jack Batesford. Finito il conflitto che ha visto fratelli combattere contro fratelli, Harry parte per l'Est.

Cinquant'anni dopo, Harry, diventato ricco, decide insieme al nipote Jim di ricomprare la vecchia fattoria di famiglia. Jim parte allora per il Sud, dove incontra la nipote di Cora, Floribel. Ormai i Batesford sono completamente rovinati e Floribel, che ha perso anche la tenuta a causa dei maneggi di Pensinger Gale, un broker che vuole sposarla, rifiuta orgogliosa l'aiuto che vorrebbe offrirle Jim, in quanto membro degli odiati Apperson, nemici di famiglia. Floribel è costretta a cercare un lavoro ma, non avendo trovato nessuno pronta ad assumerla, pensa al suicidio. Viene salvata da Jim che, questa volta, la convince a sposarlo. E, prima della cerimonia, le consegna un documento: l'atto di proprietà della tenuta come regalo di nozze.

## Produzione
Il film fu prodotto dalla Triangle Film Corporation.

## Distribuzione
Distribuito dalla Triangle Distributing, il film uscì nelle sale cinematografiche statunitensi il 9 giugno 1918.
Non si conoscono copie ancora esistenti della pellicola che viene considerata presumibilmente perduta.